# G.S.S. Keravnos Nicosia
Il G.S.S. Keravnos (greco Γυμναστικός Σύλλογος Στροβόλου Κεραυνός cioè Società Atletica Fulmini di Strovolos) meglio conosciuto come Keravnos è una società di pallacanestro (maschile e femminile), unica sezione rimasta della vecchia polisportiva Keravnos Strovolos, con sede a Strovolos nei sobborghi di Nicosia, in Cipro.

## Storia
La sezione dedicata al basket fu aperta nel 1964: il club fu uno dei fondatori della Federazione cestistica di Cipro.
Il primo trofeo vinto fu il campionato 1988-89; in tutto ha vinto 5 campionati nazionali, 2 supercoppe nazionali e 9 coppe di Cipro.
Nel 2007 è arrivato alla finale (poi persa) di EuroCup Challenge.

## Roster 2020/21
| Keravnos  | Keravnos      |
| Giocatori | Staff tecnico |
| --------- | ------------- |

| 4  | Cipro (bandiera)       | A  | Ioannis Pasiali           | 1997 | 202 cm |  |  |
| 5  | Cipro (bandiera)       | G  | Simon Michael             | 1992 | 185 cm |  |  |
| 6  | Cipro (bandiera)       | C  | Anthony King              | 1985 | 207 cm |  |  |
| 9  | Cipro (bandiera)       | AP | Nikolaos Stylianou        | 1988 | 198 cm |  |  |
| 13 | Cipro (bandiera)       | AP | Nikolaos Papadimitriou    | 2002 | 187 cm |  |  |
| 14 | Stati Uniti (bandiera) | G  | Ahmaad Rorie              | 1995 | 185 cm |  |  |
| 15 | Cipro (bandiera)       | AG | Georgios Theocharides (C) | 1985 | 203 cm |  |  |
| 22 | Stati Uniti (bandiera) | AG | Travis Daniels            | 1992 | 203 cm |  |  |
| 31 | Cipro (bandiera)       | G  | Christopher Razis         | 1989 | 194 cm |  |  |
| 32 | Stati Uniti (bandiera) | G  | Brandon Rozzell           | 1989 | 188 cm |  |  |
| 34 | Stati Uniti (bandiera) | AG | Jesse Hunt                | 1997 | 201 cm |  |  |
| 35 | Cipro (bandiera)       | G  | Aristides Koronides       | 1982 | 188 cm |  |  |
| 50 | Stati Uniti (bandiera) | AC | Andre Williamson          | 1989 | 203 cm |  |  |

| Allenatore |
| - Christoforos Livadiotes |
| Assistente/i |
| - Michael Matsentides - Stylianos Gregoriou Legenda - (C) Capitano - (IN) Inattivo - Infortunato Roster Aggiornato al: aprile 2021 |

## Palmarès
- Campionato cipriota: 8

1988-1989, 1996-1997, 1999-2000, 2001-2002, 2007-2008, 2016-2017, 2018-2019, 2021-2022
- Coppa di Cipro: 10

1988-89, 1996-97, 1997-98, 1998-99, 2004-05, 2005-06, 2006-07, 2009-10, 2011-2012, 2018-19
- Supercoppa di Cipro: 2

1999, 2000